# Joana Barceló
Joana Barceló Martí (Ciudadela de Menorca, 1959) es una política menorquina del PSIB-PSOE. Entre 1999 y 2008 fue la presidenta del Consejo Insular de Menorca. Entre 2008 y 2011 fue consejera de Trabajo y Formación y portavoz del gobierno autonómico de las Islas Baleares.
Se licenció en 1983 en Historia y Geografía por la Universidad de las Islas Baleares. Entre 1977 y 1985 militó en el Partit Socialista de Menorca. En 1991 se afilió al PSOE.
Fue elegida presidenta del Consejo Insular de Menorca en 1999 y reelegida en el cargo en 2003 y 2007. La primera legislatura la gobernó en coalición con el Partido Socialista de Menorca y Esquerra de Menorca. La segunda sólo con el PSM, ya que Esquerra de Menorca perdió su representación en el Consejo Insular. Y la tercera con la coalición PSM-Verds.
El 12 de septiembre de 2008 renunció a la presidencia del Consejo de Menorca al ser nombrada consejera de Trabajo y Formación y portavoz del Gobierno de las Islas Baleares. Asumió sus nuevos cargos el 17 de septiembre.